# 台中資優班性侵案
台中資優班性侵案是一起2022年臺灣教育性平事件。臺中市立大墩國民中學黃紀生校長，被指控在擔任臺中市立居仁國民中學教師期間，性侵多名未成年女學生。因本案與已故作家林奕含撰寫的小說《房思琪的初戀樂園》中情節相仿，故媒體常以「台中房思琪案」代稱本案。

## 事件經過
2022年4月，A女（化名）向台中市教育局性別平等教育委員會檢舉，表示自己在25年前被黃紀生導師性侵。行政調查期間，黃試圖聯繫A女家人要求見面，黃指稱本案在刑法上已過20年的法定追訴期，要求不得公開。A女表示：「黃師並不理會教育局的制止，持續對我的家人電話騷擾威脅，也造成我對自身安全的恐懼。」，因而A女決定將此案委託人本教育基金會共同發聲。
8月19日，A女在人本教育文教基金會陪同下，召開記者會控訴黃師，在1997年就讀國中資優班時，被黃姓導師多次權勢性侵，時間長達4年。人本教育文教基金會表示，教育局第一時間要求提供完整任讀資訊才受理，有違《性別平等教育法》中疑似發生性別事件就應該通報、檢舉或受理；並且台中市政府接獲舉發後，未依法將黃姓校長停職，且黃也未確實請假，其先後參與母親節活動、主持畢業典禮，擔任其他性平案件證人。
同日，黃師受《蘋果新聞》訪問，他否認曾與A女交往或發生性關係，並且表示「名譽是教育者第一生命」不排除對A女提告名譽毀損。記者會公開後，人本教育基金會表示，相繼接獲2名同校生聯繫，同意對黃師提出性平申訴，目前教育局已受理3名受害者申請。
8月29日上午，人本基金會號召上百位公民與公民團體至台中市政府抗議，要求正視此案，並發動全民連署「要公道！反校園性暴力！譴責台中市政府打假球 放水台中狼師黃校長！」，要求市政府停聘黃師、擴大調查、併案調查，完整掌握黃師的慣用手法及脈絡，才能避免未來再次發生，到場的教育局副局長王淑懿回應訴求，表示市政府絕無放水將追究到底。
9月6日，台中市議員張耀中表示，黃姓教師目前任職學校，另有兩名畢業生向校方供稱自己是受害人，稱黃姓教師從2015年開始，選擇班上數學優異學生在午休或假日私下授課，還曾帶學生回住處。
9月12日，黃師首度發聲，他表示配合調查選擇沉默，卻被抹黑與政治追殺，並且期間遭受網友恐嚇訊息。他提到4月6日即提出退休申請，並非逃避本案；記者會後有政治介入，校方未見明確合理證據，直接推論他有性騷擾、性侵害之事實，要求提出證據接受司法調查。而人本基金會對此提出聲明，刑事追訴期加上蒐證困難，呼籲政府行政介入、擴大調查。

## 調查程序
台中市教育局於2022年5月受理此案進行調查，該校長此前提報8月退休，因調查此案已暫緩其退休申請，並且將該校長身分轉任教師，留職停薪，展延調查期限至同年9月。8月24日，中市教育局成立「狼師檢舉專線」擴大調查。26日，中市教育局宣布全面普查，根據《刑法》241條向台中地方檢察署告發，但外界質疑違反當事人意願。至於法律追訴期問題，台中市法制局指出，在犯罪時間及事實還未明確情況下，追訴權時效應由檢察官認定。
在經歷五次約談和四個月調查後，9月2日性別平等教育委員會召開性平會審議，性平會同意調查結果及懲處建議，黃師予以解聘、永不錄用、且無退休金，但依法黃師還能申復，有機會回任教職。
2023年12月12日，監察院全票通過彈劾黃紀生，移送懲戒法院審理，並指出該師於1993年至2006年間，曾性侵學生，且在事件曝光後，收集受害人及其家屬之聯絡資料，並向家屬宣稱「刑事追訴期已過」，犯後態度不佳且無視台中市政府「案件調查處理期間，務必謹遵規定，避免互動」函令，並涉有不當體罰學生及長期違法兼差補習等情事。

## 各界反應
- 臺中市市長盧秀燕受訪表示，政府有決心，要讓公平正義可以伸張，同時也一定會公平調查[19]。

- 國教署表示，持續追蹤調查進度，並要求中市教育局須併案調查黃師涉及的其他被害人案件[20]。

- 監察院對於臺中市政府行動，監察委員王美玉、葉大華申請自動調查，葉大華受訪時表示，將深入調查性侵案，以及中市府此次行政是否積極[21]。

- 9月6日，民進黨台中市議員林德宇、黃守達、張玉嬿、張耀中、王立任等人召開記者會，批評中市府不依法立刻停聘，使黃師還有行政救濟機會[22]。